# تونس في الألعاب الأولمبية الصيفية 1968
شاركت تونس في الألعاب الأولمبية الصيفية 1968 التي أقيمت في مكسيكو في المكسيك. محمد القمودي أهدى تونس أول ميدالية ذهبية تونسية بالألعاب الأولمبية.

## الفائزين بالميداليات
| الميدالية | الرياضة | الفئة    | الرياضي      |
| --------- | ------- | -------- | ------------ |
|           | ركض     | 5000متر  | محمد القمودي |
|           | ركض     | 10000متر | محمد القمودي |

## مقالات ذات صلة
- تونس في الألعاب الأولمبية

## وصلات خارجية
- الموقع الرسمي للجنة الوطنية الأولمبية التونسية.
- تونس في الموقع الرسمي للجنة الأولمبية الدولية.